# São Gregório (Caldas da Rainha)
São Gregório foi uma freguesia portuguesa do município de Caldas da Rainha, com 13,93 km² de área e 955 habitantes (2011). Densidade: 68,6 hab/km².
Foi extinta em 2013, no âmbito de uma reforma administrativa nacional, tendo o seu território passado para a nova União das Freguesias de Caldas da Rainha - Nossa Senhora do Pópulo, Coto e São Gregório com a sede em Nossa Senhora do Pópulo.
Até 1985, chamava-se São Gregório de Fanadia.

## População
| População da freguesia de São Gregório | População da freguesia de São Gregório | População da freguesia de São Gregório | População da freguesia de São Gregório | População da freguesia de São Gregório | População da freguesia de São Gregório | População da freguesia de São Gregório | População da freguesia de São Gregório | População da freguesia de São Gregório | População da freguesia de São Gregório | População da freguesia de São Gregório | População da freguesia de São Gregório | População da freguesia de São Gregório | População da freguesia de São Gregório | População da freguesia de São Gregório |
| -------------------------------------- | -------------------------------------- | -------------------------------------- | -------------------------------------- | -------------------------------------- | -------------------------------------- | -------------------------------------- | -------------------------------------- | -------------------------------------- | -------------------------------------- | -------------------------------------- | -------------------------------------- | -------------------------------------- | -------------------------------------- | -------------------------------------- |
| 1864                                   | 1878                                   | 1890                                   | 1900                                   | 1911                                   | 1920                                   | 1930                                   | 1940                                   | 1950                                   | 1960                                   | 1970                                   | 1981                                   | 1991                                   | 2001                                   | 2011                                   |
| 613                                    | 714                                    | 795                                    | 835                                    | 929                                    | 1 001                                  | 1 163                                  | 1 231                                  | 1 225                                  | 1 228                                  | 1 049                                  | 941                                    | 933                                    | 907                                    | 955                                    |

Nos censos de 1864 a 1890 pertencia ao concelho de Óbidos.